# 约翰内斯·西科尼亚
约翰内斯·西科尼亚（Johannes Ciconia，約1370年—1412年）是早期的尼德兰作曲家和中世纪末的音乐理论家。他出生在比利时的列日，但他成年后绝大多数时间在意大利工作，尤其在罗马为教宗博義九世以及在帕多瓦主教座堂工作。

## 生平
西科尼亚的父亲一个同名的神父，母亲出身贵族。因为在列日的传记上至少有三个人和他同名且产生了混淆，但这个问题在1975年由大卫·福洛斯解决。其中一个被记录同名人，可能是他的父亲，1350年在阿维尼翁工作，担任教宗克勉六世侄子的职员。其中另一个同名人记为“duodenus”（通常形容年轻人），大多数学者认为是作曲家本人。
教宗的记录表明，西科尼亚在1391年开始为教宗博義九世服务。他在1390年代至1401年代间的下落不明。从1401年直到1412年去世，他以某种身份在帕多瓦教堂工作。但是，目前尚不清楚西科尼亚是否早于1401年就开始在帕多瓦教堂工作。

## 音乐
他一生作有6首荣耀经、4首信經、13首經文歌、4首牧歌、11首叙事歌、2首维勒莱和2首卡农歌。他的作品融合了多种风格，例如他的牧歌Una panthera既有意大利北部风格，又融合了法国的“新音乐”风格。虽然他仍是中世纪末期风格，但他的音乐越来越偏向文艺复兴时期的旋律，例如他的O Rosa Bella中，融合了世俗和宗教的形式。他还是音乐理论论文的作者，他的两篇论文分别是Nova Musica（《新音乐》）和De Proportionibus（《符值比理论》）。

## 作品录音
- Johannes Ciconia: Oeuvre intégrale, Huelgas Ensemble（帕凡舞曲, 1982年录制）
- Johannes Ciconia: Opera omnia, La Morra and Diabolus in Musica（乐团）(利切卡尔，2011年录制)